# الغزو الفاطمي لمصر
```
الغزو الفاطمي لمصر
 عام 969 م احتلت قوات الدولة الفاطمية مصر تحت لواء القائد 
جوهر الصقلي
، ثم حُكمت مصر من قبل الدولة الإخشيدية المستقلة باسم الدولة العباسية.
```

شن الفاطميون غزوات متكررة على مصر بُعيد وصولهم إلى السلطة في إفريقية (تونس الحديثة) عام 909، لكنهم أخفقوا بمواجهة الخلافة العباسية القوية. إنما بحلول تسعينيات القرن العاشر وبينما رسخ الفاطميون حكمهم وازدادت قوتهم، انهارت الدولة العباسية وكان النظام الإخشيدي يواجه أزمة مطولة: إذ تفاقمت الغارات الأجنبية والمجاعة الحادة جرّاء وفاة الرجل القوي أبو المسك كافور عام 968 م. تسبب فراغ السلطة الناجم باندلاع اشتباكات داخلية بين مختلف الفصائل في الفسطاط، عاصمة مصر. وفي الوقت نفسه، تفاقمت الأزمة بفضل الهجمات المتزامنة للإمبراطورية البيزنطية ضد الدول الإسلامية في شرق البحر الأبيض المتوسط. عمل أعوان الفاطميين علنًا في مصر، وأصبحت النخب المحلية تتقبل على نحو متزايد احتمالات استيلاء الفاطميين على السلطة، بل وترحّب بهم أملًا بإنهاء حالة انعدام الاستقرار والأمن.
أمام هذه الحالة المواتية، نظم الخليفة الفاطمي المعتز لدين الله حملة كبيرة لغزو مصر. انطلقت الحملة بقيادة جوهر الصقلي من رقادة في 6 فبراير 969 م لتدخل دلتا النيل بعد شهرين. وفضلت النخب الإيخشيدية التفاوض على الاستسلام السلمي، وأصدر جوهر أمرًا بضمان عدم التعرض (أمان) واعدًا باحترام حقوق وجهاء مصر وشعبها وتبنى الجهاد ضد البيزنطيين. تصدى جيش الفاطميين لمحاولات جنود الإخشيدين لعبور نهر النيل بين 29 يونيو و3 يوليو، بيد أنه في خضم الفوضى الحاصلة سيطر أعوان الفاطميين على الفسطاط وأعلنوا خضوعها للمعتز. جدد جوهر قرار الأمان واستولى على المدينة في 6 يوليو، وأُلقيت خطبة صلاة الجمعة باسم المعتز في 9 يوليو.
على مدى السنوات الأربعة التالية، شغل جوهر منصب نائب مصر وقمع التمردات وبدء بناء العاصمة الجديدة، القاهرة. أتت محاولاته للتوسع في المناطق الإخشيدية السابقة في سوريا -بل وحتى الهجوم على البيزنطيين- بنتائج عكسية عليه: فبعد التقدم الأولي السريع، سُحقت جيوش الفاطميين، وتعرضت مصر لغزو القرامطة من شمال القاهرة. في عام 973، وصل المعتز إلى مصر، واتخذ من القاهرة مركزًا لإقامته التي أصبحت مقرًا للدولة الفاطمية لفترة وجودها المتبقية حتى زوالها على يد صلاح الدين في عام 1171 م.

## خلفية: محاولات الفاطميين الأولية للاستيلاء على مصر
تولت سلالة الفاطميين السلطة في أفريقية (تونس الحديثة وشمال شرق الجزائر) عام 909 م. كان الفاطميون قد فروا من موطنهم في سوريا قبل بضع سنوات واتجهوا نحو المغرب العربي حيث أحرز أعوانهم أشواطًا كبيرة  في تحويل أمازيغ كتامة. بينما ظل الفاطميون مختبئين، دفع المبشر الإسماعيلي أبو عبد الله الشيعي قبيلة كتامة إلى الإطاحة بأسرة الأغالبة الحاكمة، والسماح لزعيم الفاطميين بالظهور وإعلان نفسه خليفة المسلمين «عبيد الله المهدي» (909-934). على النقيض من أسلافهم الذين كانوا قانعين بالبقاء كأسرة إقليمية على الأطراف الغربية من الدولة العباسية، امتلك الفاطميون مزاعم مسكونية: إذ ادّعوا النسب من فاطمة ابنة محمد وزوجة علي بن أبي طالب، وكان الخلفاء الفاطميون في الوقت ذاته قادة طائفة الشيعة الإسماعيلية التي منحهم أتباعها المكانة الإلهية كأئمة، أي خلفاء الله على الأرض. وبناء على ذلك، اعتبر الفاطميون صعودهم إلى السلطة الخطوة الأولى في استعادة مكانتهم المشروعة كقادة للعالم الإسلامي بأسره ضد العباسيين السُنّة المغتصبين الذين كانوا مصممين على الإطاحة بهم واستبدالهم.

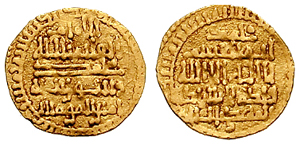
دينار ذهبي إسلامي للخليفة الفاطمي الثاني، القائم بأمر الله. بصفته الوريث الواضح لأبيه، قاد الغزوتين الفاطميتين لمصر اللتين باءتا بالفشل.

وتماشيًا مع هذه الرؤية الإمبراطورية، وبعد تأسيس حكمهم في إفريقية، تمثل هدفهم التالي بمصر، بوابة المشرق والعراق ومقر منافسيهم العباسيين. وفي عام 914 م، شُن أول غزو نحو الغرب في عهد ولي العهد القائم بأمر الله الفاطمي. استولى على قورينائية (برقة) والإسكندرية ومنخفض الفيوم، لكنه فشل بالاستيلاء على العاصمة المصرية الفسطاط، ودُحر عام 915 م بعد وصول تعزيزات العباسيين من سوريا والعراق. شنّ غزوًا ثانيًا بين 919-921. أُسرِت الإسكندرية مرة أخرى، بيد أن الفاطميين قد دُحروا أمام الفسطاط ودُمرت أساطيلهم البحرية. انتقل القائم بأمر الله إلى منخفض الفيوم، لكنه اضطر إلى التخلي عنها في مواجهة قوات العباسيين الجديدة والتراجع عبر الصحراء إلى إفريقية.
كان الفشل في محاولات الغزو المبكرة هذه راجعًا أساسًا إلى التوسع المفرط بالإمدادات الفاطمية، وما صاحبها من فشل في تحقيق نجاح حاسم قبل وصول تعزيزات العباسيين. ومع ذلك، بقيت برقة في أيدي الفاطميين مشكلة قاعدة أمامية لتهديد مصر. مع دخول الخلافة العباسية في أزمة حادة وعامة في تسعينيات القرن العاشر، حاول الفاطميون من جديد استغلال الصراعات التالية بين الفصائل العسكرية في مصر عام 935-936. احتلت قوات الفاطميين الإسكندرية لفترة وجيزة، بيد أن المنتصر الفعلي في هذه القضية كان محمد بن طغج الإخشيد، وهو قائد تركي نصب نفسه حاكمًا لمصر وجنوب سوريا -ظاهريًا بالنيابة عن العباسيين إنما بشكل مستقل فيما يتعلق بالأمور العملية- وأسس الدولة الإخشيدية. خلال نزاعاته اللاحقة مع بغداد، لم يتردد الإخشيد بطلب الدعم من الفاطميين، حتى أنه اقترح قيام تحالف زواج بين أحد أبنائه وابنة من أبناء القائم، لكن بعد أن اعترف بلاط العباسيين بحكمه وألقابه، أسقط اقتراحه ذاك.
من جانب الفاطميين وبحلول أواخر تسعينيات القرن العاشر، تلاشى الثوريون الأوائل الذين أوصلوا الفاطميين إلى السلطة، ورغم أن المطالبات بسيادة العالم الإسلامي لم تُنتسَ، فقد أوقفت بسبب اندلاع الثورة الواسعة النطاق التي شنها الواعظ الأمازيغي الخوارجي أبو يزيد (943-947). وكاد هذا التمرد أن يودي بنظام الفاطميين، وحتى بعد قمعه انشغل الفاطميون لبعض الوقت باستعادة موقعهم في غرب البحر الأبيض المتوسط. بعد وفاة الإخشيد عام 946، انتقلت السلطة إلى الرجل القوي أبو المسك كافور، وهو عبد أسود مخصي عينه الإخشيد كقائد عام للجيش. على مدى عشرين عامًا، كان كافور راضيًا بتولي أمور السلطة من وراء العرش، إذ حكم أبناء الإخشيد كأمراء، ولكنه تولى العرش بنفسه عام 966.